# NGC 2281
Coordenadas:  06h 48m 18s, +41° 05′ 00″
NGC 2281 es un cúmulo abierto visible en la constelación de Auriga (el cochero). Fue descubierto por el astrónomo inglés William Herschel el 4 de marzo de 1788.  

## Observación

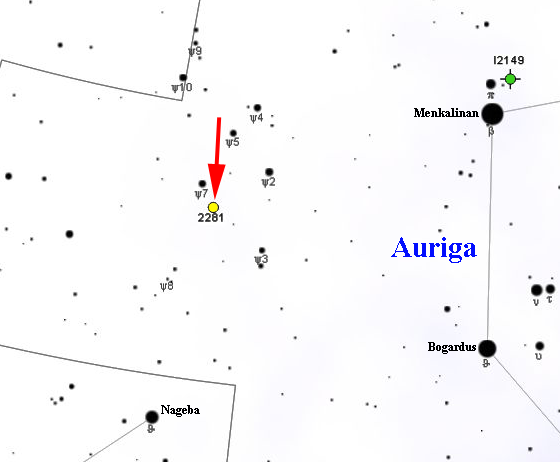
Mapa para localizar NGC 2281.

Se encuentra en la parte este de la constelación de Auriga, y al norte de Géminis; es visible a través de binoculares de 10x50. Sus cinco componentes más brillantes, de décima magnitud, son claramente visibles incluso a través de un telescopio de 80 mm: estas estrellas dominan el cúmulo en un sentido absoluto, puesto los componentes restantes son mucho menos brillantes e invisibles para los instrumentos pequeños; con un telescopio desde 200 mm hasta treinta estrellas son evidentes, principalmente agrupadas a lo largo de un eje este-oeste.
La declinación moderadamente norte de este cúmulo favorece a los observadores del hemisferio norte. El mejor período para su observación en el cielo nocturno es entre noviembre y abril.

## Características
NGC 2281 es un cúmulo bastante pobre, aunque bien contrastado con respecto a los campos de estrellas de cielo profundo.  cae dentro del brazo de Orión, en una región ubicada un poco más allá de la Nube de Perseo. La clasificación para NGC 2281 es I3p, lo que indica una agrupación pobre (p) pero compacta (I) con un amplio rango de brillo (3). Se encuentra a una distancia aproximada de 1,720 años luz del Sol y tiene una edad aproximada de  610 millones de años. 
Dos de sus componentes principales tienen clase espectral K, es decir, son estrellas gigantes rojas cercanas al final de su ciclo de vida, lo que demuestra que el cúmulo ya está bastante evolucionado.